# Gloriosa Presença
Gloriosa Presença é o álbum de estreia da cantora Roberta Di Angellis, lançado pela gravadora Top Gospel em 2007.
A produção musical ficou a cargo de Anderson Gomes, que provou ter sensibilidade em cada arranjo e soube mesclar a voz forte de Roberta com sons de violinos, guitarras e outros instrumentos que dão um certo ar clássico ao disco. “As pessoas vão se surpreender com este CD. Não só pela parte da produção musical, mas pelo conteúdo. Todas as músicas vieram depois de uma oração que fiz ao Senhor, pedindo a Ele que as letras para este disco trouxessem aquilo que as pessoas precisavam ouvir. Fiquei muito feliz com o resultado. E sei que o público vai ficar também”, finaliza.

## Faixas
(Todas as músicas por Roberta Di Angellis, exceto onde anotado)
1. Gloriosa Presença - 04:46
2. Minha Escolha - 04:35
3. Essência - 04:58
4. Monte da Adoração - 05:02
5. Lagares - 06:11
6. Jamais e Deixarei - 04:09
7. À Sombra do Onipotente - 04:28
8. Clame com Fé - 04:43
9. Com o Teu Olhar - 05:12
10. Ao Terceiro Dia - 04:14 (Roberta Di Angellis e Leonardo Lois)
11. Entre os Querubins - 05:59
12. Erguer a minha Voz - 04:13
13. Frutos de Salvação - 04:49

## Créditos
- Produção Executiva: Top Gospel
- Produção Musical e Arranjos: Anderson Gomes
- Guitarra, Violões, Baixo, Programação e Teclados: Anderson Gomes
- Backing Vocals: Roberta di Angellis, Leonardo Lois, William Nascimento e Raquel Lois
- Gravado nos Estúdios: Tríade Mulsi Studio e Daotom
- Mixagem: Anderson Gomes
- Masterização: Ernani Maldonado
- Fotografia: Manoela Hanny
- Design e Criação de Capa: D'Carlos e Pedro Romero